# Canonul crabului

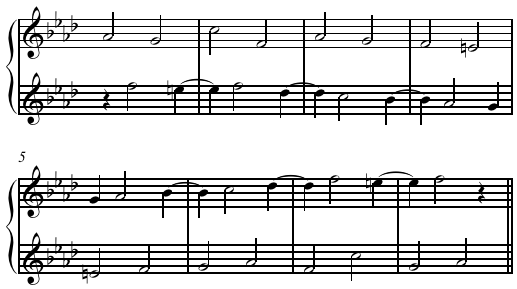
Exemplu didactic de „canon al crabului”.

Un canon al crabului (în germană Krebskanon; engleză crab canon; din latină canon cancrizans/cancricans), numit de asemenea canon retrograd (în germană retrograder Kanon; engleză retrograde canon; latină  canon per recte et retro, canon per rectus et inversus) sau canon în recurență, este un aranjament contrapunctic în care două linii melodice sunt complementare și simetrice una în raport cu alta, fiecare din ele reprezentând desfășurarea temporală în ordine inversă a celeilalte. Construcția este similară unui palindrom, partitura putând fi executată în ambele sensuri, atât dinspre început spre sfârșit, cât și dinspre sfârșit înspre început. 
La origine, termenul muzical desemna un tip de canon în care vocile paralele urmează aceeași linie melodică reversibilă, dar în sens contrar: vocea care imită (risposta) parcurge „înapoi” secvența de note pe care vocea imitată (proposta) o parcurge „înainte”. De exemplu, secvența FABACEAE este intonată simultan cu EAECABAF. Prin excepție de la regula generală a canoanelor, în cazul unui „canon al crabului” nu este obligatoriu ca intrările diferitelor voci să fie succesive și decalate în timp, ceea ce face ca distincția dintre o voce antecedentă și una consecventă să nu fie riguros aplicabilă, rolurile acestora fiind perfect interschimbabile.
Termenul cancrizans a fost derivat în limba latină medievală din cuvântul cancer, cancris (crab) și trimite la pretinsul mers „înapoi” care ar fi caracteristic acestui crustaceu. Utilizarea tehnicii componistice cancricare (în mișcare retrogradă) este atestată încă din secolul al XVI-lea.
Un exemplu celebru de „canon al crabului” se găsește în lucrarea lui Johann Sebastian Bach Ofranda Muzicală (Canon 1 a 2).